# Ella at Duke’s Place
Ella at Duke’s Place (с англ. — «Элла вместе с Дюком») — тридцать третий студийный альбом американской джазовой певицы Эллы Фицджеральд, записанный совместно с Дюком Эллингтоном и выпущенный на лейбле Verve Records в 1965 году под студийным номером  Verve V6-4070.
В 1996 году Verve перевыпустила запись в формате CD со студийным номером Verve-PolyGram 529 700-2.

## Список композиций
Вся музыка написана Дюком Эллингтоном в соавторстве с другими композиторами.
| №                   | Название                       | Текст песни         | Музыка              | Длительность |
| ------------------- | ------------------------------ | ------------------- | ------------------- | ------------ |
| 1.                  | «Something to Live For»        | Билли Стрэйхорн     | Билли Стрэйхорн     | 3:35         |
| 2.                  | «A Flower Is a Lovesome Thing» | Билли Стрэйхорн     | Билли Стрэйхорн     | 5:00         |
| 3.                  | «Passion Flower»               | Билли Стрэйхорн     | Билли Стрэйхорн     | 4:39         |
| 4.                  | «I Like the Sunrise»           | Сонни Бёрк          | Джимми Ван Хейзен   | 3:26         |
| 5.                  | «Azure»                        | Ирвинг Миллс        |                     | 6:48         |
| Общая длительность: | Общая длительность:            | Общая длительность: | Общая длительность: | 23:28        |

| №                   | Название                              | Текст песни            | Музыка              | Длительность |
| ------------------- | ------------------------------------- | ---------------------- | ------------------- | ------------ |
| 6.                  | «Imagine My Frustration»              | Джеральд Стэнли Уилсон | Билли Стрэйхорн     | 4:49         |
| 7.                  | «Duke’s Place»                        | Рут Робертс            | Боб Тиль            | 4:13         |
| 8.                  | «Brown-skin Gal (in the Calico Gown)» | Пол Франсис Уэбстер    | Пол Франсис Уэбстер | 5:05         |
| 9.                  | «What Am I Here For?»                 | Фрэнки Лэйн            | Фрэнки Лэйн         | 5:35         |
| 10.                 | «Cotton Tail»                         |                        |                     | 3:41         |
| Общая длительность: | Общая длительность:                   | Общая длительность:    | Общая длительность: | 23:23        |

## Участники записи
- Элла Фицджеральд — вокал.
- Дюк Эллингтон — дирижирование, аранжировки, фортепиано.
- Джимми Джонс — фортепиано.
- Кэт Андерсон, Мёрсер Эллингтон, Херби Джонс, Кути Уильямс — труба.
- Бастер Купер, Лоуренс Браун, Чак Коннерс — тромбон.
- Джонни Ходжес, Рассел Прокоуп, Пол Гонсалвес, Джимми Гамильтон, Гарри Кэрни — саксофон.
- Джон Лэмб — контрабас.
- Луи Беллсон — барабаны.